# Дроздовицька сільська рада (Старосамбірський район)
Дроздовицька сільська рада — колишня адміністративно-територіальна одиниця та орган місцевого самоврядування у Старосамбірському районі Львівської області. Адміністративний центр — село Дроздовичі.
Припинила існування в зв'язку з об'єднанням в Міженецьку сільську територіальну громаду Львівської області. Натомість утворено Дроздовицький старостинський округ при Міженецькій сільській громаді.

## Загальні відомості
Дроздовицька сільська рада утворена в 1939 році. Водоймища на території, підпорядкованій даній раді: річки Вігор, Вирва.

## Населені пункти
Сільській раді були підпорядковані населені пункти:
- с. Дроздовичі
- с. Вілюничі
- с. Пацьковичі

## Склад ради
Рада складалась з 16 депутатів та голови.

### Керівний склад попередніх скликань
| ПІБ                   | Основні відомості                                                                | Дата обрання | Дата звільнення |
| --------------------- | -------------------------------------------------------------------------------- | ------------ | --------------- |
| Турчак Олег Романович | Сільський голова, 1983 року народження, освіта вища, безпартійний                | 26.03.2006   | 31.10.2010      |
| Турчак Олег Романович | Сільський голова, 1983 року народження, освіта вища, член Народного Руху України | 31.10.2010   |                 |

Примітка: таблиця складена за даними джерела